# Parahelicoprion
Parahelicoprion é um gênero extinto de holocefalídeos eugeneodontídeos semelhantes ao tubarão do Permiano das Montanhas Urais e da Formação Copacabana, na Bolívia. O nome do gênero, de "serra quase enrolada" em grego, refere-se diretamente ao Helicoprion, um holocefálido relacionado que compartilha características semelhantes a ele, incluindo o torcer helicoidal dos dentes.

## Descrição
Uma das principais qualidades que separam o Parahelicoprion do Helicoprion é a forma, a espessura e o ângulo da espiral do dente. Seus dentes se projetam para fora, não como uma serra bem enrolada, mas, em vez disso, um arranjo curvo de lâminas de corte, indicando que ela se baseava menos em esmagar invertebrados de movimento lento e em pegar lulas e outras pequenas presas de moluscos, mas infligindo danos traumáticos a presas mais duráveis e mais rápidas. Seus dentes cresceram em um ritmo muito mais lento do que os de outros tubarões, resultando em uma espiral depreciada, crescendo apenas metade dos dentes que um Helicoprion cresceria durante sua vida. A espiral dentária também foi capaz de indicar a idade dos eugeneodontidanos em questão.
Estima- se que o parahelocoprião tenha crescido a cerca de 12 m. Foi pensado para ser o maior de sua família; em 2013, no entanto, uma espiral de dentes de um grande Helicoprion foi descrita, indicando que o gênero poderia crescer para tamanhos maiores. Os fósseis de Parahelicoprion indicam um animal que, em geral, era mais delgado e menos pesado que o Helicoprion, apesar de ter um tamanho comparável.

## Paleobiologia
Parahelicoprion é pensado para ter sido um carnívoro nectônicos que provavelmente predavam uma variedade de espécies diferentes, usando a lâmina-como os dentes para cortar a carne exposta como um machado ou cunha.